# 阿罗约多梅约
阿罗约多梅约是巴西南大河州的一个市镇。总面积157.955平方公里，总人口18079人，人口密度114.5人/平方公里。